# Lonesome Luke's Wild Women
Lonesome Luke's Wild Women er en amerikansk stumfilm fra 1917 af Hal Roach.

## Medvirkende
- Harold Lloyd som Lonesome Luke
- Bebe Daniels
- Snub Pollard
- Bud Jamison
- Sammy Brooks